# Сакуальпан-де-Амильпас
Сакуальпан-де-Амильпас (исп. Zacualpan de Amilpas) — посёлок и административный центр муниципалитета Сакуальпан в мексиканском штате Морелос. Численность населения, по данным переписи 2010 года, составила 3492 человека.

## Общие сведения
Название Zacualpan происходит из языка науатль и его можно перевести как: что-то накрытое.